# 栄厚
栄 厚（えい こう、繁体字: 榮 厚; 簡体字: 荣 厚; 拼音: Rónghòu; ウェード式: Jung-hou）は、清・中華民国・満州国の政治家。奉天派の政治家であり、満州国では初代満州中央銀行総裁となった。字は叔章、号は樸斎。満州鑲藍旗の人物。

## 事績

### 奉天派の一員として
北京国子監の出身で、1891年（光緒17年）に刑部で任官。以後、各職を歴任し、1910年（宣統2年）には奉天造幣廠総弁となる。中華民国成立後も引き続き奉天省で各職を歴任した。
1920年（民国9年）1月20日、10年以上も奉天省で各職を歴任した栄厚は、ここで吉林省に転じることになり、同省実業庁長署理を命ぜられた。翌1921年（民国10年）1月、黒竜江省へ転じ、同省財政庁庁長等各職を歴任する。黒竜江省での在職は結局1年にも満たず、同年11月、吉林省財政庁庁長として吉林省に復帰した。
これ以降、栄厚は吉林永衡官銀銭号監理官を務めるなど、吉林督軍の孫烈臣・張作相を補佐する財政担当者としての地位を占めることになる。張学良が易幟した後も、張作相が同省政府主席、栄厚が同省財政庁長をそれぞれ務めた。これらの実績から、栄厚は「財政通」として知られることになった。

### 満州国での活動
満州事変勃発後の1931年（民国21年）9月26日に熙洽が吉林臨時政府を樹立すると、栄厚もこれに追随し、同政府財政庁庁長に起用された。
1932年（大同元年）3月9日に満州国が正式に成立すると、翌10日に栄厚は財政部次長に任命されている。同年6月15日、初代満洲中央銀行総裁に起用され、1936年（康徳3年）6月まで在任した。総裁退任後は、参議府参議、満日文化協会会長等を歴任している。1942年（康徳9年）9月28日、参議府参議を免ぜられ、以後は満洲国の官職に就いた形跡が見られない。
1945年（康徳12年）8月に満洲国が崩壊すると、進軍してきたソ連軍が他の満洲国要人同様に栄厚を逮捕しようと目論んだ。ところがソ連軍は、名前が似ている栄源（愛新覚羅溥儀の岳父）を栄厚と間違えて捕縛し、この結果として、当の栄厚は難を逃れて満洲国から脱出したとも言われた。しかし実際には、栄厚自身も最終的にソ連軍によって拘束された模様であり、沈瑞麟と共にシベリアへ連行されることになった。同年中に、チタで病没。享年72。

## 職歴

### 清朝
- 刑部で任官。以後、工巡局委員、巡警部検事、北京民政部参事、奉天民政部司検事、奉天錦州府知府、奉天銀元局総弁兼電燈廠会弁を歴任[2]
- 1910年（宣統2年）：奉天造幣廠総弁
- 1911年（宣統3年）：奉天遼瀋道道尹[2]

### 中華民国（北京政府）
- 1913年（民国2年）：1月27日、奉天省内務司司長に任命[15]
- 1914年（民国3年）：6月8日、奉天省遼瀋道道尹に任命[16]
- 1915年（民国4年）：3月20日、上大夫位を授与[17]。5月23日、営口（外交部）交渉員に任命[18]
- 1919年（民国8年）：9月4日、遼瀋道道尹を病気で辞任[19]
- 1920年（民国9年）：1月20日、署理吉林省実業庁長に任命[20]。
- 1921年（民国10年）：2月5日、黒竜江省財政庁庁長に任命[21]。4月23日、同省広信公司官銀号監理官に任命[22]。7月26日、同省黒河道尹に任命[23]。8月7日、同省璦琿（外交部）交渉員に任命[24]。9月10日、同省璦琿関監督を兼任[25]。11月15日、吉林省財政庁庁長に任命[26]。12月16日、吉林永衡官銀銭号監理官に任命[27]。
- 1922年（民国11年）：12月、吉林交渉署特派員に任命[2]
- 1923年（民国12年）：2月、吉林省吉長道尹に任命[2]
- 1924年（民国13年）：吉林省財政庁長兼永衡官銀号督弁に復任[28]

### 中華民国（国民政府）
- 1929年（民国17年）：12月31日、吉林省政府委員兼財政庁長に任命[29]

### 満洲国
- 1931年（民国21年）：9月26日、吉林省臨時政府財政庁庁長に任命
- 1932年（大同元年）：3月10日、財政部次長に任命。6月15日、満洲中央銀行総裁に任命
- 1936年（康徳3年）：6月、満洲中央銀行総裁を退任。8月、参議府参議に任命
- 1938年（康徳5年）：3月、満日文化協会会長に就任
- 1942年（康徳9年）：9月28日、参議府参議から罷免

## 注
1. ↑  『大満洲帝国名鑑』、11頁による。尾崎監修（1940）、6頁は「1875年」とする。
2. 1 2 3 4 5 6  『大満洲帝国名鑑』、11頁。
3. ↑  「署理」とは、「事務取扱」を意味する。
4. ↑  1921年1月に栄厚が異動してきた当初の黒竜江省督軍は孫烈臣。同年3月、孫烈臣が吉林省督軍に移ったため、呉俊陞が後任となっていた。
5. ↑  1924年（民国13年）4月に孫烈臣が死去、張作相が後任の督軍となった。
6. 1 2  尾崎監修（1940）、6頁。
7. ↑  「吉林独立政府成る」『読売新聞』昭和6年（1931年）9月29日。
8. ↑   「満州政府の閣員 昨日正式に発表」『東京朝日新聞』昭和7年（1932年）3月11日。
9. ↑  「満銀総裁更迭 後任・日銀の田中氏」『東京朝日新聞』昭和11年（1936年）6月7日。後任総裁は田中鉄三郎。
10. ↑  北村（1960）、168頁。前任者の鄭孝胥が死去したため就任。
11. ↑  「共栄圏の重責完遂へ 満州国大臣全面更迭」『朝日新聞』昭和17年（1942年）9月29日夕刊、1面。
12. ↑  于（2014）。閻（2018）によれば、少なくとも収監だけは一時的に免れたとしている。
13. ↑  沈瑞麟は、連行途中に北安で病没。
14. ↑  閻（2018）。
15. ↑  『政府公報』第262号、1913年（民国2年）1月28日
16. ↑  『政府公報』第751号、1914年（民国3年）6月9日
17. ↑  『政府公報』第1029号、1915年（民国4年）3月21日。
18. ↑  『政府公報』第1093号、1915年（民国5年）5月24日。
19. ↑  『政府公報』第1287号、1919年（民国8年）9月5日。
20. ↑  『政府公報』第1415号、1920年（民国9年）1月21日。
21. ↑  『政府公報』第1782号、1921年（民国10年）2月6日。
22. ↑  『政府公報』第1856号、1921年（民国10年）4月24日。
23. ↑  『政府公報』第1948号、1921年（民国10年）7月27日。
24. ↑  『政府公報』第1960号、1921年（民国10年）8月8日。
25. ↑  『政府公報』第1994号、1921年（民国10年）9月11日。
26. ↑  『政府公報』第2057号、1921年（民国10年）11月16日。
27. ↑  『政府公報』第2088号、1921年（民国10年）12月17日。
28. ↑  『大満洲帝国名鑑』、11頁による。劉ほか編（1995）、212頁によれば、1925年（民国14年）5月。
29. ↑  『国民政府公報』第59号、1頁。